# Parammoecius amanicus
Parammoecius amanicus är en skalbaggsart som beskrevs av Zdzisława Stebnicka 1978. Parammoecius amanicus ingår i släktet Parammoecius och familjen Aphodiidae. Inga underarter finns listade i Catalogue of Life.